# Chepy
 Chepy  es una población y comuna francesa, en la región de Champaña-Ardenas, departamento de Marne, en el distrito de Châlons-en-Champagne y cantón de Marson.

## Demografía
| 243 | 248 | 296 | 348 | 351 | 337 |
| Para los censos de 1962 a 1999 la población legal corresponde a la población sin duplicidades (Fuente: INSEE [Consultar]) |     |     |     |     |     |